# Hohenkarpfen (Natur- und Landschaftsschutzgebiet)
Das Natur- und Landschaftsschutzgebiet Hohenkarpfen liegt auf dem Gebiet der Gemeinden Hausen ob Verena und Gunningen im Landkreis Tuttlingen in Baden-Württemberg.

## Kenndaten
Das Landschaftsschutzgebiet entstand bereits am 11. Januar 1944, als durch Verordnung zum Schutze der Landschaftsteile und Landschaftsbestandteile im Kreis Tuttlingen des Landratsamts Tuttlingen Teile des Landkreises unter Schutz gestellt wurden. Das  Naturschutzgebiet wurde durch Verordnung des Regierungspräsidiums Freiburg vom 19. Oktober 1984 unter der Schutzgebietsnummer 3138 ausgewiesen. Diese Verordnung wurde im Gesetzblatt für Baden-Württemberg am 30. November 1984 veröffentlicht und trat danach in Kraft. Der CDDA-Code lautet 162111  und entspricht der WDPA-ID.

## Lage
Die Schutzgebiete Hohenkarpfen liegen rund 1,5 Kilometer südlich von Hausen ob Verena. Sie umfassen den 912 Meter hohen, gleichnamigen Zeugenberg der Schwäbischen Alb. Das NSG schützt den erweiterten bewaldeten Gipfelbereich, das LSG schließt sich ringförmig darum herum an und dient als Ergänzungsfläche des NSG. Beide Schutzgebiete gehören vollständig zum FFH-Gebiet Nr. 7919-311 Großer Heuberg und Donautal und liegen im Naturraum 121-Baar innerhalb der naturräumlichen Haupteinheit 10-Gäuplatten im Neckar- und Tauberland.

## Schutzzweck
Wesentlicher Schutzzweck ist die Erhaltung des „Hohenkarpfens“, dessen Überreste der Burganlage nach §§ 12 und 15 im Denkmalbuch eingetragen sind, als einzigartiges erdgeschichtliches Dokument, das in seiner Eigenart und Schönheit von besonderer Bedeutung für die Landschaft der Baar ist sowie als Lebensraum für eine Vielzahl seltener Tier- und Pflanzenarten.